# 小林牧場
小林牧場（こばやしぼくじょう）とは千葉県印西市小林にある地方競馬（大井競馬）の施設（牧場・トレーニングセンター）である。正式名称は大井競馬小林牧場、施設管理者は東京都競馬である。

## 概要
八王子牧場の廃止に伴い、1965年に大井競馬に所属する競走馬の育成・調教、休養を目的として中央競馬に先駆けて開場されたトレーニングセンターである。（中央競馬最初のトレセンである栗東トレセンは1969年開場）最初は厩舎は設置されなかったが、大井競馬場厩舎区域が手狭になり1975年に小林分厩舎が設置される（後述）。
2008年2月には地方競馬界初の調教用坂路コース（全長1050m、坂路部分400m、勾配3%、全天候型馬場（ニューポリトラック））の導入が決定され、2009年2月23日着工、2010年1月に完成。同年6月から運用が開始された。新コースは大井・小林所属馬だけではなく、浦和、船橋、川崎所属馬、さらには条件付きではあるが他の地方競馬所属馬にも開放されていることから、南関東所属馬はもとより地方競馬全体のレベルアップを図る拠点として重要性が増すことが期待されている。
また小林牧場は桜の名所でもあり、千葉県選定「房総の魅力500選」にも選ばれ、吉高の大桜と併せて印西市の2大花見スポットと称されている。春になると屋台・露店が多数出店するほどの賑わいとなる。

## 小林分厩舎
上記のように1975年に設置され、2024年現在では14名の調教師が厩舎を構えている。競馬開催時には馬運車で大井競馬場まで輸送している。

### 所属厩舎
- 荒井朋宏
- 荒山勝徳
- 小野寺晋廣
- 坂井英光
- 櫻木英喜
- 佐宗応和
- 田中正人
- 辻野豊
- 橋本和馬
- 福田真広
- 福永敏
- 堀千亜樹
- 堀江仁
- 真島大輔

### 主な所属活躍馬
- ガルダン（三坂盛雄厩舎）
- ロイヤルボス（三坂盛雄厩舎）
- サブノジュニア（堀千亜樹厩舎）
- レッドドラゴン（堀千亜樹厩舎）
- ララベル（荒山勝徳厩舎）
- ロワジャルダン（荒山勝徳厩舎）
- サントノーレ（荒山勝徳厩舎）
- パワーストラグル（荒山勝徳厩舎）
- ディクテオン（荒山勝徳厩舎）
- グランモナハート（福田真広厩舎）
- ケイアイレオーネ（佐宗応和厩舎）
- カガヤキローマン（高柳恒男厩舎）
- グレイドショウリ（大山二三夫厩舎）
- チェレブラーレ（太田進厩舎）
- テツノセンゴクオー（大山一男厩舎）
- モジアナフレイバー（福永敏厩舎）

厩舎名はいずれも小林所属時。

### 元所属騎手
- 楢崎功祐（三坂盛雄厩舎）

## アクセス
- JR成田線小林駅から徒歩30分、バス10分。
- 北総鉄道北総線印西牧の原駅から徒歩30分、バス10分。